# Industry Foundation Classes
Industry Foundation Classes (IFC) är ett neutralt och öppet filformat som gör det möjligt att fritt byta information mellan CAD-program och andra mjukvaror. IFC är ett steg mot en marknad där användarna av programvaror inte är knutna till en specifik leverantör och filformat utan alla kan kommunicera med alla. Bakom IFC står intresseorganisationen buildingSMART International, som i Sverige representeras av BIM Alliance Sweden. Formatet är fastställt i internationell standard i form av SS-EN ISO 16739-1:2020. Den nu aktuella versionen av IFC är IFC4.
För att säkerställa olika programs kompatibilitet med IFC finns en certifieringsprocess. IFC Certification 2.0 med IFC2x3 Coordination View Version 2.0 är den senaste certifieringen. I en del BIM-manualer ställs krav på att de program som används ska vara certifierade.
Formatet var ursprungligen i stort sett helt inriktat mot att hantera byggnadsmodeller, men utökningar till att omfatta infrastruktur i form av väg, järnväg och bro pågår.